# 白果厅
白果厅，是一座清代徽派建筑，位于中国江西省上饶市婺源县江湾镇江湾村滕家巷，为清乾隆年间富商江有炎买下滕家老屋后，在其南侧修建的客厅，因所用木料均为银杏木而得名。堂匾“澹远轩”为乾隆三十六年（1771年）恩科状元黄轩所题。白果厅列为婺源县文物保护单位。